# Choye
Choye ist eine ehemalige französische Gemeinde mit 475 Einwohnern (Stand: 1. Januar 2022) im Département Haute-Saône in der Region Bourgogne-Franche-Comté. Sie gehörte zum Arrondissement Vesoul. Die Bewohner werden Choyens und Choyennes genannt.
Der Erlass des Präfekten vom 13. Dezember 2024 legte mit Wirkung zum 1. Januar 2025 die Eingliederung von Choye als Commune déléguée zusammen mit der früheren Gemeinde Villefrancon zur Commune nouvelle Colombine fest.

## Geografie

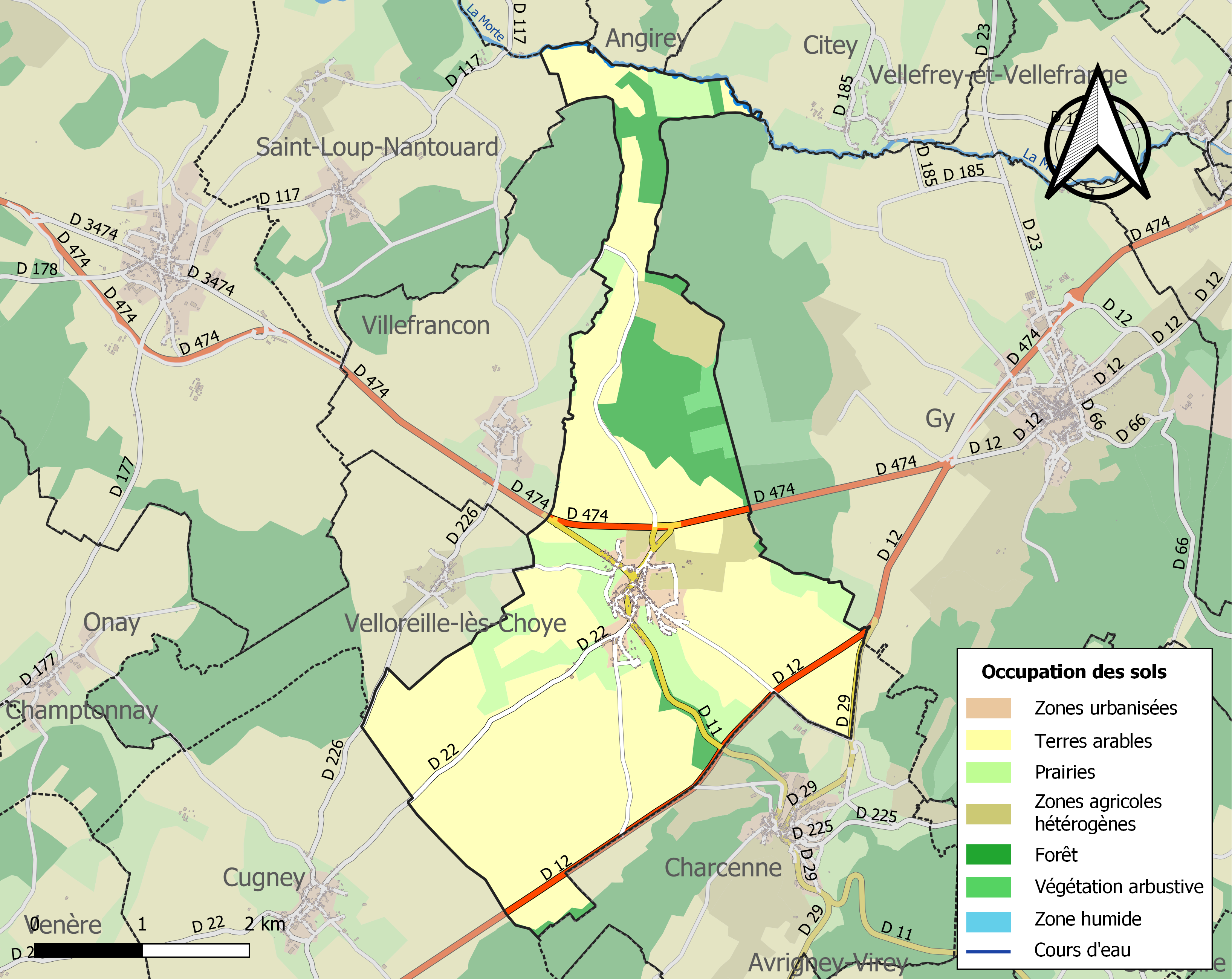
Bodennutzung, Hydrografie und Infrastruktur von Choye (2018)

Choye liegt etwa 39 Kilometer südwestlich von Vesoul und etwa 26 Kilometer nordwestlich von Besançon in der historischen Provinz der Franche-Comté. Das Ortsgebiet erstreckt sich nordwestlich der Höhen der Monts de Gy. Es umfasst einen Abschnitt der leicht gewellten Landschaft südöstlich der Saône. Von Süden nach Norden wird das Gebiet von der Niederung des Flüsschens Colombine durchquert, die für die Entwässerung zur Morte sorgt. Die Colombine fließt durch eine breite Alluvialniederung, die im Mittel auf 200 m liegt. Sie wird im Westen vom Waldgebiet Grand Bois, im Osten vom Waldgebiet Bois de Vaivre eingefasst. Ganz im Norden reicht der Ortsboden bis an den Flusslauf der Morte. Im südlichen Ortsteil wird die Niederung der Colombine auf beiden Seiten von einem Plateau flankiert, das durchschnittlich auf 240 m liegt. Es ist aus Sedimenten aufgebaut, welche aus dem Tertiär und der Kreidezeit stammen. Mit 280 m wird auf einer Anhöhe am Fuß der Monts de Gy die höchste Erhebung von Choye erreicht. Die niedrigste wird mit 197 m im Norden beim Austritt der Columbine aus dem Ortsgebiet gemessen.
Rund 85 % der Fläche von Choye werden landwirtschaftlich, hauptsächlich als Kulturboden genutzt, rund 11 % sind bewaldet, rund 3 % entfallen auf bebaute Flächen, rund 1 % entfällt auf Gebiete mit Strauch- und/oder Kräutervegetation (Stand: 2018).
Umgeben wird Choye von den Nachbargemeinden Sauvigney-lès-Gray, Angirey und Citey im Norden, Gy im Osten, Charcenne und Cugney im Süden, Velloreille-lès-Choye im Westen, von der Commune déléguée Villefrancon im Nordwesten sowie von der Nachbargemeinde Saint-Loup-Nantouard im Nordwesten.

## Geschichte
Erstmals urkundlich erwähnt wird Choye bereits im 9. Jahrhundert. Im Mittelalter gehörte das Dorf zur Freigrafschaft Burgund und darin zum Gebiet des Bailliage d’Amont. Das Schloss war Mittelpunkt einer eigenständigen Herrschaft. Auf dem Ortsgebiet hatten auch die Johanniterkommende Sales sowie die Klöster Corneux und Acey Grundbesitz. In den Jahren 1336 und 1364 wurde Choye von den Routiers in Mitleidenschaft gezogen. Zusammen mit der Franche-Comté gelangte das Dorf mit dem Frieden von Nimwegen 1678 definitiv an Frankreich.

## Bevölkerungsentwicklung
| Jahr                       | 1962 | 1968 | 1975 | 1982 | 1990 | 1999 | 2006 | 2013 | 2020 |
| -------------------------- | ---- | ---- | ---- | ---- | ---- | ---- | ---- | ---- | ---- |
| Einwohner                  | 345  | 333  | 349  | 365  | 352  | 354  | 358  | 429  | 475  |
| Quellen: Cassini und INSEE |      |      |      |      |      |      |      |      |      |

Choye gehörte zu den kleinen Gemeinden des Département Haute-Saône. Nachdem die Einwohnerzahl in der ersten Hälfte des 20. Jahrhunderts deutlich abgenommen hatte (1881 wurden noch 702 Personen gezählt), wurden seit Beginn der 1960er Jahre nur noch geringe Schwankungen verzeichnet.

## Sehenswürdigkeiten
Die ersten beiden Jochen der Pfarrkirche Saint-Désiré stammen aus dem 13. Jahrhundert. Die heutige Kirche wurde im 18. Jahrhundert neu erbaut und beherbergt eine reich geschnitzte Kanzel. Das heutige Schloss wurde im 18. Jahrhundert nach Plänen des Architekten Nicolas Nicole errichtet und befand sich zunächst im Besitz der Familie von Coligny. Heute ist im Schloss ein medizinisch-pädagogisches Institut untergebracht. Von 1850 stammt das Lavoir, das einst als Brunnen, Waschhaus und Viehtränke diente.

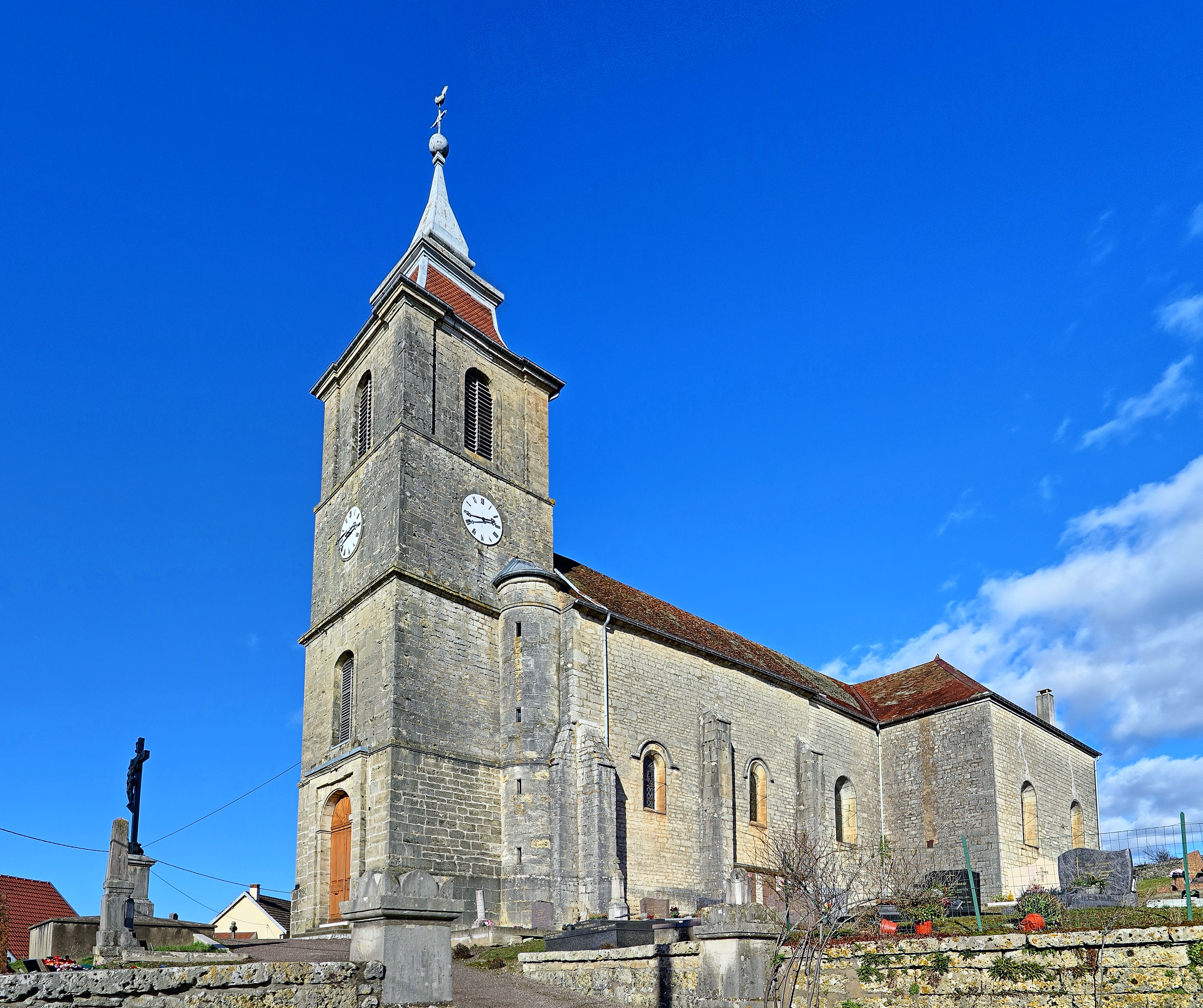
Pfarrkirche Saint-Désiré
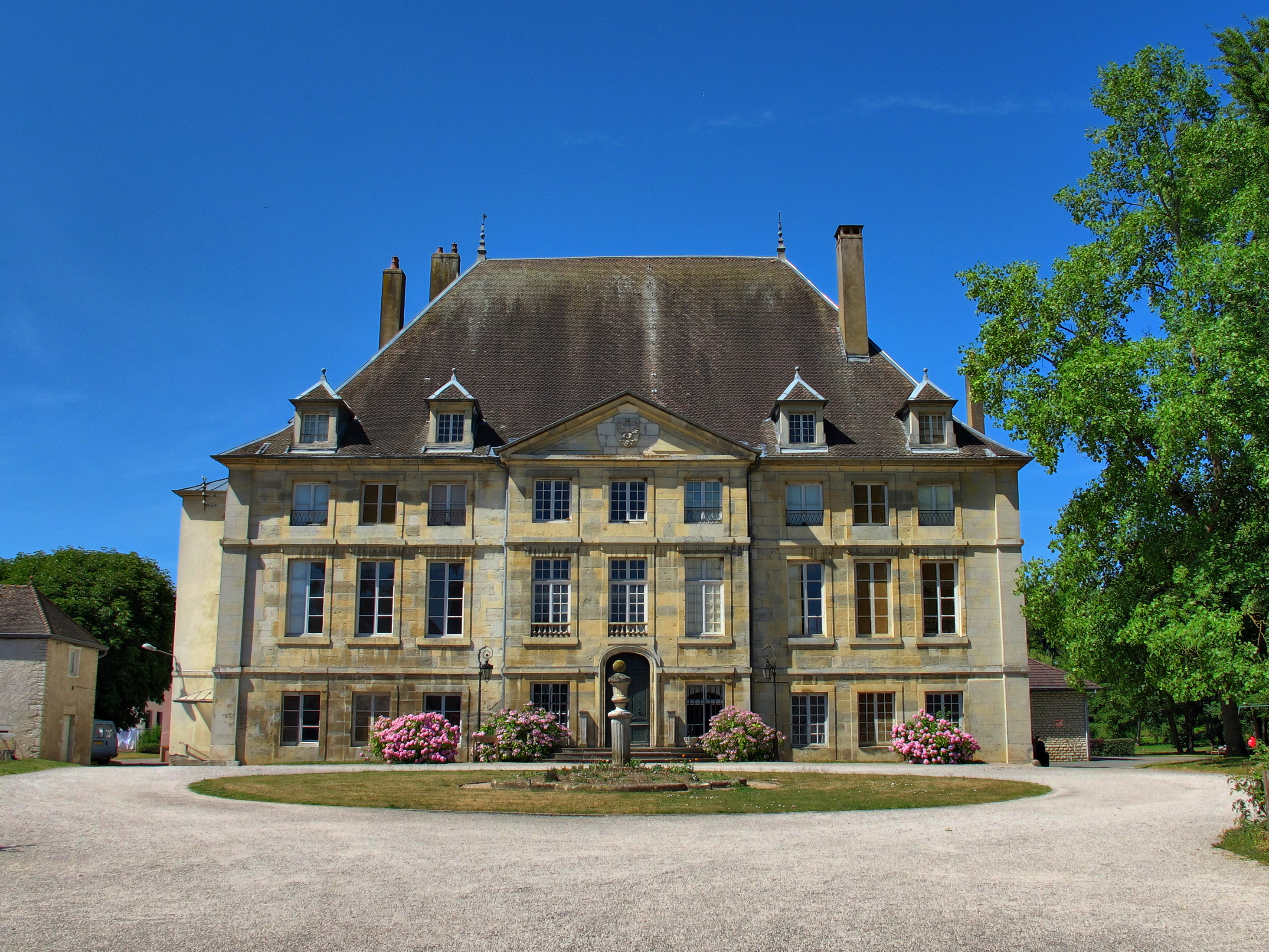
Schloss Choye
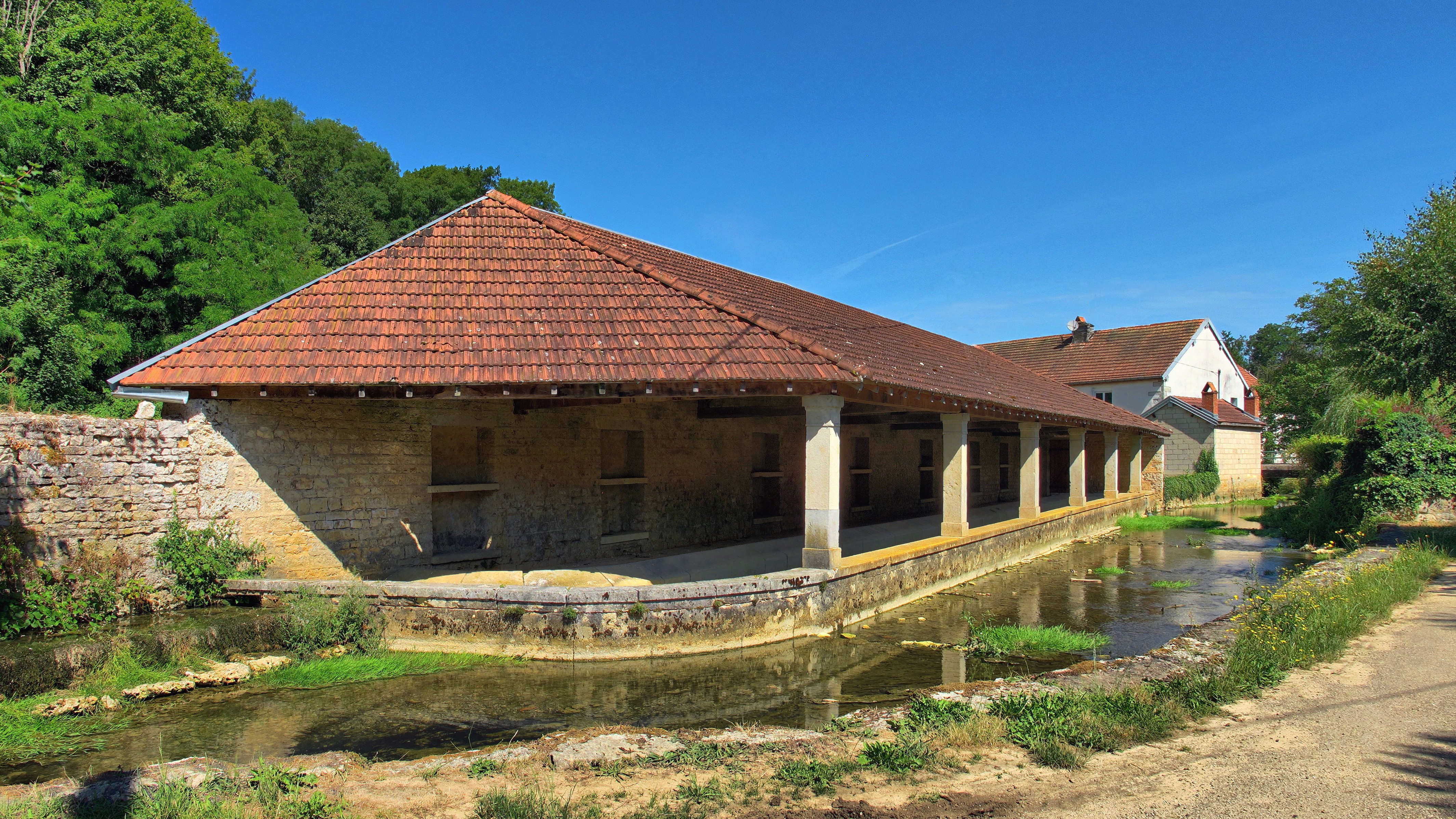
Lavoir